# Халилов, Гулу Гасым оглы
Гулу Гасым оглы Халилов (Халилли) (20 ноября 1930, Армянская ССР, село Гызылджиг Сисианского района (Зангезурский уезд) – 16 ноября 1995, Баку) — учёный, прозаик, критик, литературовед, публицист, член Союза писателей СССР (с 1953 года), член Союза журналистов СССР (с 1953 года), доктор филологических наук (1967), профессор Бакинского государственного университета (1968–1995), заслуженный деятель науки Азербайджана (1993).

## Биография
Гулу Халилов родился 20 ноября 1930 года в селе Гызылджиг Зангезурского (Сисианского) уезда в семье крестьян. В семье было 9 детей: 5 братьев и 4 сестры. Как старший из братьев, Гулу наряду с родителями нёс на своих плечах бремя ответственности за семью. В 1948 году его семья была принудительно переселена в село Поладлы Агджабединского района.
Халилов с отличием окончил факультет филологии Азербайджанского государственного университета по специальности журналистика (1949-1954). С юных лет активно работал в общественной сфере. Будучи студентом, являлся председателем Студенческого научного общества, членом комсомольского бюро и редактором стенгазеты. Работал заведующим отделом критики в редакции газеты «Литература и искусство» (азерб. “Ədəbiyyat və incəsənət”) (1954-1955). Учился в аспирантуре Азербайджанского педагогического университета (1956-1959), защитив кандидатскую диссертацию на тему «Пьеса «Вагиф» и жанр исторической драмы» на полгода раньше срока (1959). В 1968 году Халилов защитил докторскую диссертацию на тему «История развития азербайджанского романа» и получил учёную степень доктора филологических наук. В 1967-1970 годах работал старшим научным сотрудником Института литературы имени Низами НАНА, преподавателем, затем профессором (1967) кафедры истории азербайджанской прессы факультета журналистики Азербайджанского государственного университета. В 1977-1978 гг. являлся деканом филологического факультета. С 1968 года до конца жизни (1995) был профессором кафедры «История прессы и метод идеологической работы» факультета журналистики. Гулу Халилов всю свою жизнь защищал интересы народа, заявил о своей позиции в борьбе за независимость Азербайджана. Он остался в памяти как смелый, патриотичный и честный человек.
В течение многих лет Халилов испытывал серьёзные проблемы со здоровьем. Перенёс 9 тяжёлых хирургических операций. Умер в Баку 20 ноября 1995 года. Хотя было предложено похоронить Халилова во II Аллее почётного захоронения в Баку, учитывая его волю и пожелание семьи, он был похоронен рядом с отцом на кладбище в посёлке Шаган Хазарского района.
Семья
В 1957 году Гулу Халилов женился на Гёзяль Салех кызы Халиловой (1936-2022), у них родились две дочери (Алмаз и Рена) и сын (Азер). Его брат, Ингилаб Гасым оглы Халилов (1942), кандидат педагогических наук, доцент Азербайджанского университета языков. Другой брат, Низами Гасым оглы Халилов (1949-2021), был доктором филологических наук, профессором Бакинского государственного университета.
Его внучка, Айсель Азер кызы Сулейманлы – доктор философии в области медицины, преподаватель Азербайджанского медицинского университета. Другая внучка – Сима Азер кызы Сулейманлы, доктор философии в области права, докторант АДУ.

## Творчество
В творчестве Гулу Халилова основной линией всегда проходили человеческий фактор и интересы народа. Своё творчество он начал 8 января 1953 года со статьи «На горе Гылындж», опубликованной в газете «Литература и искусство» (азерб. “Ədəbiyyat və incəsənət”). После этого Халилов регулярно публиковал публицистические и критические статьи и рассказы в прессе, вёл передачи на радио и телевидении. Его биографическая повесть «Хочу жить» (азерб. “Yaşamaq istəyirəm”) была одним из популярных произведений того времени, вследствие чего неоднократно переиздавалась. Халилов является автором таких произведений, как «Мой отец и я» (“Atam və mən”), «Весна жизни» (”Ömrün baharı”), «Беседа стариков» (”Qocaların söhbəti”), «Учительница» (”Müəllimə”) и др. Гулу Халилов был одним из хранителей азербайджанской литературы. Народный писатель Сулейман Рагимов называл Халилова «булавой Кёроглу» азербайджанской критики, а народный поэт Бахтияр Вагабзаде – «мечом Бабека».
Халилов также успешно трудился в области науки, написал множество фундаментальных научных работ, а его исследование «История развития азербайджанского романа» до сих пор ценно как учебник. Он приложил усилия к подготовке множества кандидатов и докторов наук.  
Гулу Халилов является автором 15-и научно-критических, 10-и художественных книг и более тысячи научно-публицистических статей.

## Произведения
Научно-публицистические произведения
1. Расул Рза (1960). 
2. За великое искусство (1962). 
3. Пьеса «Вагиф» и жанр исторической драмы (1964). 
4. Искусство и мастер (1966).  
5. В. И. Ленин и вопросы литературы (1970). 
6. Победа ленинской национальной политики в азербайджанской советской литературе (1971). 
7. Из истории развития азербайджанского романа (1973). 
8. Жизнь – источник творчества (1974). 
9. Жизнь и познание (1980). 
10. Звуки, исходящие от жизни (1984). 
11. Учение Ленина в искусстве и современность (1984). 
12. Запах земли (1984). 
13. Критика – трудная профессия (1986). 
14. Слёзы земли (1989). 
15. От всего можно отказаться, но не от Родины (1995).  
Художественные произведения  
1. Тётя Мяляк (1969). 
2. Хочу жить (годы издания – 1968, 1981, 1993, 2005). 
3. Мой отец и я (1975). 
4. Весна жизни (1978, 1987). 
5. Хочу жить (на русском языке, 1977).  
6. Яшашни истайман (на узбекском языке, 1978).  
Книги, написанные о Гулу Халилове
1. Человек, заботящийся о земле (Гулу Халилов в воспоминаниях) (2000).  
2. Н. Алиева. Страницы беспокойной жизни (1998).    
3. А. Садыкова. Крик гражданина (2000).  

## Награды
- Медаль «За доблестный труд в Великой Отечественной войне 1941—1945 гг.» (06.06.1945)
- Медаль «В ознаменование 100-летия со дня рождения Владимира Ильича Ленина» (1970)
- Юбилейная медаль «Тридцать лет Победы в Великой Отечественной войне 1941—1945 гг.» (25.06.1975)
- Почётная грамота Президиума Верховного Совета Азербайджанской ССР (16.01.1981)
- Почётная грамота Президиума Верховного Совета Азербайджанской ССР «За отличие в труде» (22.08.1986)
- Заслуженный деятель науки Азербайджанской Республики (10.10.1993)